# Anaspis maculata
Anaspis maculata är en skalbaggsart som beskrevs av Geoffroy 1785. Anaspis maculata ingår i släktet Anaspis, och familjen ristbaggar. Arten är reproducerande i Sverige.